# Kebunagung (Kota Sumenep)
Kebunagung is een bestuurslaag in het regentschap Sumenep van de provincie Oost-Java, Indonesië. Kebunagung telt 2212 inwoners (volkstelling 2010).